# Multimo
Multimo Sp. z o.o. – spółka powstała w 2008 r. przez wydzielenie z GTS Energis podmiotu odpowiedzialnego za dostawę usług szerokopasmowego dostępu do Internetu w technologii ADSL, a także usług telefonicznych, dla abonentów indywidualnych.
Nazwa firmy pochodzi od świadczonej wcześniej przez GTS Energis usługi Multimo.